# Maklár
Maklár è un comune dell'Ungheria di 2.500 abitanti (dati 2001). È situato nella contea di Heves.